# Coronel Suárez partido
Coronel Suárez egy partido (körzet) Argentínában a Buenos Aires tartományban. A fővárosa Coronel Suárez.

## Települések
| - Coronel Suárez - Huanguelén - San José - Santa María | - Santa Trinidad - Villa Arcadia - Pasman - Cura Malal | - D'Orbigny - Cascada |

Parajes
| - Quiñihual - Bathurts - Ombú - Primavera | - Otoño - Piñeyro - Zoilo - Zona Rural |